# Ulrich Steindorff
Ulrich Steindorff, Pseudonym Ulrich S. Carrington (* 10. März 1888 in Berlin; † 21. Juni 1978 in Sherman Oaks, Kalifornien) war ein deutscher Schriftsteller, Drehbuchautor, Übersetzer, Schauspieler und Journalist.

## Leben
Ulrich Steindorff war der Sohn des Ägyptologen Georg Steindorff und dessen Ehefrau Elise, geborene Oppenheimer, Schwester des Soziologen Franz Oppenheimer. 1902 zog Ulrich mit seinen Eltern von Berlin nach Leipzig, wo er das neu errichtete Königin-Carola-Gymnasium besuchte, das er 1907 mit dem Reifezeugnis verließ. Von Mai bis November 1907 studierte er Rechtswissenschaften an der Universität Leipzig, wechselte dann an die Universität Kiel, um von Oktober 1908 bis März 1915 erneut in Leipzig Jura, Philosophie und Nationalökonomie zu studieren.
Anschließend lebte Steindorff als freischaffender Schriftsteller und Journalist in Leipzig, Italien, Berlin und New York. 1909 heiratete er in Leipzig-Gohlis seine Frau Marguerite, mit der er zahlreiche Übersetzungen aus dem Englischen und Französischen herausgab.
Im selben Jahr erschien Steindorffs erster Gedichtband. Es folgten mehrere expressionistische Dramen, von denen Die Irren am 11. Dezember 1919 in Rudolf Leonhards Berliner Privattheater Tribüne in der Inszenierung von Karlheinz Martin uraufgeführt wurde.
An den Drehbüchern für die Filme Dämon des Meeres (USA 1931) unter der Regie von Michael Curtiz und Kismet (Deutschland 1931) unter der Regie von William Dieterle war Steindorff als Co-Autor beteiligt. An dem Drama Die Maske fällt (Deutschland 1931) war er unter der Regie von William Dieterle neben Lissy Arna und Anton Pointner als Darsteller beteiligt.
Aufgrund seiner jüdischen Abstammung sah sich Steindorff gezwungen, 1933 mit seiner Frau in die Vereinigten Staaten zu emigrieren. Sie ließen sich in Sherman Oaks, in der Nähe von Los Angeles, nieder. Unter dem Pseudonym Ulrich S. Carrington war Steindorff weiterhin als Übersetzer und Herausgeber tätig. Zudem war er am Drehbuch für das Kriegs-Drama Chetniks (USA 1943) unter der Regie von Louis King beteiligt.

## Publikationen (Auswahl)
Monographien
- Gedichte, Harmonie, Berlin 1909
- Panthea. Tragödie in fünf Akten, Erich Reiß, Berlin 1911 (Moderne Bühne. Eine Sammlung dramatischer Werke)
- Frau Cardinal. Komödie in drei Akten, Erich Reiß, Berlin 1913
- Freiheit, die ich meine! Ein deutsches Festspiel, Erich Reiß, Berlin 1913
- Die Irren, Drei Aufzüge, Paul Cassirer, Berlin 1919
- Wundrams Auferstehung, Vier Akte, Musarion, München 1919
- Fahrt aus der Nacht. Gedichte, Musarion, München 1920
- Bruder Esau, Drama, Musarion, München 1923
- Of Gods and miracles. Wounderous tales of the ancient Egyptians, Supreme Grand Lodge of AMORC, San José, Calif. 1954 (Rosicrucian Library, 24)
- The making of an American: an adaption of memorable tales by Charles Sealsfield, SMU Press, Dallas 1974

Herausgegebene Schriften
- Teubners Kriegstaschenbuch. Ein Handlexikon über den Weltkrieg, B. G. Teubner, Leipzig 1916
- Maurice Hewiett: Die Madonna unterm Pfirsichbaum. Italienische Novellen, Wilhelm Borngräber, Berlin 1917
- Johann Fischart: Das philosophische Ehezuchtbüchlein des Johannes Fischart Musarion, München 1919
- Guy de Maupassant: Gesammelte Novellen, Band 1–2, Hyperion, München 1919
- Märchen und Geschichten der alten Ägypter, Propyläen, Berlin 1925 (Das kleine Propyläen-Buch)

Übersetzungen
- Maurice Hewiett: Italienische Novellen, Bernhard Tauchnitz, Leipzig 1912
- Rudyard Kipling: Schlichte Geschichten aus den indischen Bergen, Gustav Kiepenheuer, Weimar 1914 (Liebhaberbibliothek, 18)
- Mary Antin: Vom Ghetto ins Land der Verheißung, Lutz, Stuttgart 1914 (Memoiren Bibliothek, Serie: 5, Bd. 2)
- Nikolaj Gogol: Aus dem Briefwechsel mit meinen Freunden, Teil 2: Hans Küchelgarten, in: Nikolaj V. Gogol: Sämtliche Werke in 8 Bänden, hrsg. v. Otto Buek, G.Müller, München 1914
- Mary Annette Gräfin von Arnim: Fräulein Schmidt und Mr. Anstruther, Wilhelm Borngräber, Leipzig, Berlin 1917
- Okakura Kakuzō: Das Buch vom Tee, Insel, Leipzig 1919
- Mark Twain: Huckleberry Finns Fahrten und Abenteuer, Ullstein, Berlin 1921
- Mark Twain: Durch Dick und Dünn, Ullstein, Berlin 1922
- Mark Twain: Bummel durch Europa, Ullstein, Berlin 1922
- Mark Twain: Tom Sawyers Abenteuer, Ullstein, Berlin 1922
- Mark Twain: Tolle Geschichten, Ullstein, Berlin 1923
- Richard E. Enright: Geier der Nacht. Ein Kriminalroman, Drei Masken, München 1925
- Ludwig van Beethoven: The symphony of life. Letters by Ludwig van Beethoven, U.S. Library Ass., Los Angeles 1933
- Gottfried August Bürger: Baron Munchausen's miraculous adventures on land, U.S. Library Ass., Los Angeles 1933
- Mark Twain: Ein Kannibale auf der Eisenbahn, Steuben, Berlin 1947 (Steuben-Blätter, 8)
- Mark Twain: The awful German Language, bearbeitet von Hartmut Ruge, Manuscriptum, Recklinghausen 1996

Beteiligungen
- Kurt Pinthus (Hrsg.): Neuer Leipziger Parnass: Elsa Asenijeff, Walter Hasenclever, Kurt Pinthus, Ulrich Steindorff dem Leipziger Bibliophilenabend zum Jahresessen am 16. November 1912, Leipzig 1912
- Kismet, Drehbuch, Deutschland 1931
- Dämon des Meeres, Drehbuch, USA 1931
- Chetniks, Drehbuch, USA 1943